# 가로피리
가로피리(영어: Transverse flute 또는 side-blown flute) 또는 횡플루트는 연주할 때 수평으로 잡는 피리 또는 플루트이다. 연주자는 플루트 본체 길이에 수직인 방향으로 취구를 가로질러 분다.

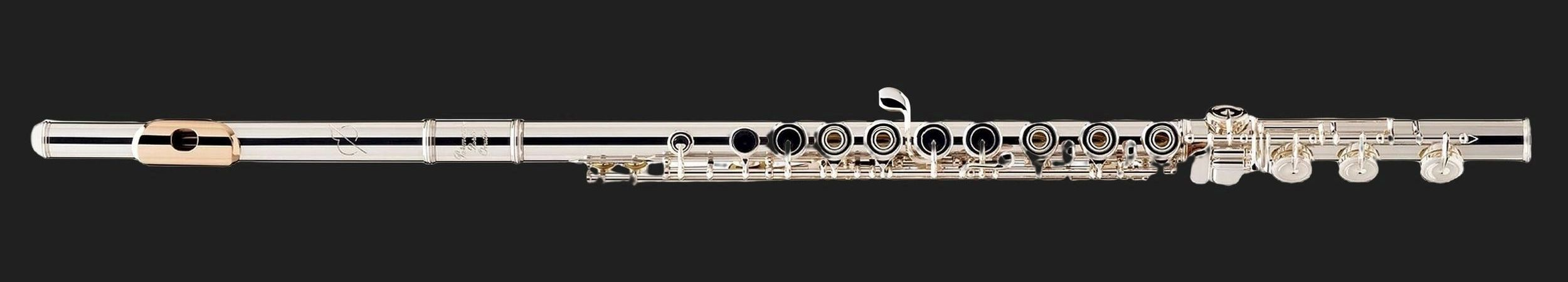
B 풋이 있는 횡플루트, C 풋도 가능(부페 크람퐁)

대표적인 가로피리로는 서양의 콘서트 플루트, 아일랜드 플루트, 인도의 고전 플루트(반수리와 베누), 중국의 당적, 서양의 파이프, 일본의 다양한 후에(시노부에), 그리고 대금, 중금, 소금과 같은 한국의 전통 피리들이 있다.